# 8691 Etsuko
8691 Etsuko (1992 UZ1) là một tiểu hành tinh vành đai chính được phát hiện ngày 21 tháng 10 năm 1992 bởi Yoshio Kushida và Osamu Muramatsu ở the đài thiên văn Nam Yatsugatake (八ヶ岳南麓天文台).